# 今和泉島津家
今和泉島津家（いまいずみしまづけ）は、島津氏の支流である武家・士族・華族だった家。室町時代に断絶した和泉氏の名跡を継ぐ形で、江戸時代に今和泉郷を領する薩摩藩一門家として再興し、今和泉島津家と称され、維新後には士族を経て華族の男爵家に列せられた。

## 歴史
江戸時代の延享元年（1744年）に薩摩藩4代藩主・島津吉貴の七男・忠卿が、室町時代の応永年間の戦争で戦死して断絶した和泉氏の5代当主・直久の名跡を継承・再興し、薩摩藩の一門家として薩摩国揖宿郡今和泉郷を領したことで今和泉島津家が成立した。家禄は1万5000石だった。今和泉領主・島津忠剛の長女である天璋院は13代将軍・徳川家定御台所となっている。
幕末維新期の当主は島津忠敬。明治維新後には当初士族に列した。
明治17年（1884年）に華族が五爵制になった際に定められた『叙爵内規』の前の案である『爵位発行順序』所収の『華族令』案の内規（明治11年・12年ごろ作成）や『授爵規則』（明治12年以降16年ごろ作成）では旧万石以上陪臣が男爵に含まれており、今和泉島津家も男爵候補に挙げられているが、最終的な『叙爵内規』では旧万石以上陪臣は授爵対象外となったためこの時点では今和泉島津家は士族のままだった。
明治15年・16年ごろ作成と思われる『三条家文書』所収『旧藩壱万石以上家臣家産・職業・貧富取調書』は、島津忠敬について旧禄高を1万5400石、所有財産は田畑30町3反9畝歩、貸付金利歳入2万5000円、合歳入金3928円60銭7厘、職業は無職、貧富景況は可と記している。
忠敬の後は忠欽が継いだが、忠欽は玉里島津家の島津忠済公爵の戸籍に復籍したため、忠欽の次男・隼彦が家督相続した。明治33年（1900年）5月9日に旧万石以上陪臣家、かつ華族の体面を維持できる財産（年間500円以上の収入を生じる財本）を有する25家が男爵に叙された際に隼彦も男爵に列せられた。
その息子・忠親の代に今和泉島津男爵家の住居は鹿児島県鹿児島市郡元町にあった。

## 歴代当主
1. 島津忠郷...父：島津吉貴（島津本宗家）
　　　　　子：島津忠温（2代、養子、島津本宗家吉貴の子）
2. 島津忠温...父：島津忠郷（養父）
　　　　　　　島津吉貴（実父、島津本宗家）
　　　　　子：島津忠厚（3代、養子、島津本宗家重豪の子）
3. 島津忠厚...父：島津忠温（養父）
　　　　　　　島津重豪（実父、島津本宗家）
　　　　　子：島津久徳（加治木島津家）
　　　　　　　島津忠喬（4代）
　　　　　　　島津久名（島津蔵人家祖）
　　　　　　　大野久甫（大野氏本家）
4. 島津忠喬...父：島津忠厚
　　　　　子：島津忠剛（5代、養子、島津本宗家斉宣の子）
5. 島津忠剛...父：島津忠喬（養父）
　　　　　　　島津斉宣（実父、島津本宗家）
　　　　　子：島津忠冬（6代）
　　　　　　　島津久敬（永吉島津家）
　　　　　　　島津忠敬（7代）
6. 島津忠冬...父：島津忠剛
7. 島津忠敬...父：島津忠剛
　　　　　子：島津忠欽（8代、養子、重富島津家忠教の子）
8. 島津忠欽...父：島津忠敬（養父）
　　　　　　　島津忠教（実父、重富島津家）
9. 島津隼彦...父：島津忠欽
10. 島津忠親...父：島津隼彦